# Adrien Philippe (chirurgien)
Pour les articles homonymes, voir Adrien Philippe.
Adrien Pierre Nicolas Philippe est un médecin français né le 4 mars 1802 à Marfaux et mort le 6 juillet 1856 à Reims.
Il fut chirurgien en chef à l’Hôtel-Dieu de Reims, professeur à l’École de médecine et conseiller municipal de la ville de Reims.
 

## Biographie
Adrien Pierre Nicolas Philippe est né le 4 mars 1801 à Marfaux dans la (Marne).
Il épouse Marie Benjamine Adèle Louis.
Il est reçu docteur en 1824.
Il fut Chirurgien en chef de l’Hôtel-Dieu de Reims, professeur à l’École de médecine.
Il a été également conseillé municipal de la ville de Reims.
Il décède le 6 juillet 1858 à Reims et est inhumé au Cimetière du Nord de Reims.

## Œuvres et publications
- Histoire philosophique, politique et religieuse de la barbe, chez les principaux peuples de la terre, depuis les temps les plus reculés jusqu'à nos jours, Adrien Phillippe, 1845
- Royer-Collard, sa vie publique, sa vie privée, sa famille, par Adrien Phillippe, Pierre Paul Royer-Collard,1857,
- Histoire des apothicaires chez les principaux peuples du monde, suivie du tableau de l'état actuel de la pharmacie en Europe, en Asie, en Afrique et en Amérique, par Adrien Phillippe[2],
- Histoire de la saignée et des révolutions qu'elle a subies depuis les temps les plus reculés jusqu'à nos jours,par Adrien Phillippe, 1855[3],
- Précis historique sur l'ancienne communauté des maîtres en chirurgie de la ville de Reims, par Adrien Phillippe, 1853[4].

## Hommage
- En hommage au docteur Adrien Pierre Nicolas Philippe, une rue de Reims porte le nom de « Rue Philippe ».
- Chevalier de la Légion d’honneur